# Franz Wilhelmer
Franz Wilhelmer (Schruns, 29 luglio 1960) è un ex slittinista austriaco.

## Biografia
In carriera gareggiò sia nel singolo sia nel doppio, ma ottenne tutti i suoi successi nel doppio in coppia con Georg Fluckinger. Esordì in Coppa del Mondo nella stagione 1978/79, conquistò il primo podio il 22 febbraio 1981 nel doppio a Königssee e la prima vittoria l'8 dicembre 1981 sempre nel doppio ad Igls. Trionfò in classifica generale nella specialità del doppio nell'edizione del 1981/82.
Prese parte a due edizioni dei Giochi olimpici invernali: a Lake Placid 1980 giunse sesto nel singolo ed a Sarajevo 1984 si classificò in quarta posizione nel doppio con Georg Fluckinger.
Dopo il ritiro ha aperto un'attività di vendita di articoli sportivi a Vandans.

## Palmarès

### Coppa del Mondo
- Vincitore della Coppa del Mondo nella specialità del doppio nel 1981/82.
- 8 podi (tutti nel doppio):
  - 2 vittorie;
  - 4 secondi posti;
  - 2 terzi posti.

#### Coppa del Mondo - vittorie
| Data            | Luogo | Paese   | Disciplina                  |
| --------------- | ----- | ------- | --------------------------- |
| 8 dicembre 1981 | Igls  | Austria | Doppio con Georg Fluckinger |
| 13 gennaio 1985 | Imst  | Austria | Doppio con Georg Fluckinger |